# Jabbārābād-e Pā'īn
Jabbārābād-e Pā'īn (persiska: جبّار آباد پائین, Jabbārābād-e Soflá) är en ort i Iran.   Den ligger i provinsen Kermanshah, i den nordvästra delen av landet, 400 km väster om huvudstaden Teheran. Jabbārābād-e Pā'īn ligger 1 709 meter över havet och antalet invånare är 171.
Terrängen runt Jabbārābād-e Pā'īn är lite bergig.Runt Jabbārābād-e Pā'īn är det ganska tätbefolkat, med 149 invånare per kvadratkilometer. Närmaste större samhälle är Varmazān Somāq, 2,4 km norr om Jabbārābād-e Pā'īn. Trakten runt Jabbārābād-e Pā'īn består till största delen av jordbruksmark.